# Wahlkreis Falkirk
| Falkirk            |
| ------------------ |
| Falkirk            |
| Gebildet           |
| 2005               |
| Abgeordneter       |
| John McNally (SNP) |
| Regionen           |
| Falkirk            |

Falkirk ist ein Wahlkreis für das Britische Unterhaus. Er wurde 2005 aus den ehemaligen Wahlkreisen Falkirk East und Falkirk West gebildet. Falkirk übernahm dabei im Wesentlichen die Gebiete von Falkirk West und umfasst die Städte Falkirk, Bonnybridge, Polmont und Larbert. Der Wahlkreis entsendet einen Abgeordneten.

## Wahlergebnisse

### Unterhauswahlen 2005
| Ergebnisse der Unterhauswahlen 2005 | Ergebnisse der Unterhauswahlen 2005 | Ergebnisse der Unterhauswahlen 2005 | Ergebnisse der Unterhauswahlen 2005 |
| Partei                              | Kandidat                            | Stimmen                             | %                                   |
| ----------------------------------- | ----------------------------------- | ----------------------------------- | ----------------------------------- |
| Labour                              | Eric Joyce                          | 23.264                              | 50,9                                |
| SNP                                 | Laura Love                          | 8789                                | 21,4                                |
| Liberal Democrats                   | Callum Chomczuk                     | 7321                                | 16,0                                |
| Conservative                        | David Potts                         | 4538                                | 9,9                                 |
| Socialist                           | Danny Quinlan                       | 838                                 | 1,8                                 |

### Unterhauswahlen 2010
Im Jahre 2012 wurde Eric Joyce aus der Labour Party ausgeschlossen und gehörte dem Parlament bis zum Ende der Wahlperiode als unabhängiger Abgeordneter an.
| Ergebnisse der Unterhauswahlen 2010 | Ergebnisse der Unterhauswahlen 2010 | Ergebnisse der Unterhauswahlen 2010 | Ergebnisse der Unterhauswahlen 2010 | Ergebnisse der Unterhauswahlen 2010 |
| Partei                              | Kandidat                            | Stimmen                             | %                                   | ±                                   |
| ----------------------------------- | ----------------------------------- | ----------------------------------- | ----------------------------------- | ----------------------------------- |
| Labour                              | Eric Joyce                          | 23.207                              | 45,7                                | −5,2                                |
| SNP                                 | John McNally                        | 15.364                              | 30,3                                | +8,9                                |
| Conservative                        | Katie Mackie                        | 5698                                | 11,2                                | +1,3                                |
| Liberal Democrats                   | Kieran Leach                        | 5225                                | 10,3                                | −5,7                                |
| UKIP                                | Brian Goldie                        | 1283                                | 2,5                                 | +2,5                                |

### Unterhauswahlen 2015
| Ergebnisse der Unterhauswahlen 2015 | Ergebnisse der Unterhauswahlen 2015 | Ergebnisse der Unterhauswahlen 2015 | Ergebnisse der Unterhauswahlen 2015 | Ergebnisse der Unterhauswahlen 2015 |
| Partei                              | Kandidat                            | Stimmen                             | %                                   | ±                                   |
| ----------------------------------- | ----------------------------------- | ----------------------------------- | ----------------------------------- | ----------------------------------- |
| SNP                                 | John McNally                        | 34.831                              | 57,7                                | +27,4                               |
| Labour                              | Karen Whitefield                    | 15.130                              | 25,1                                | −20,6                               |
| Conservative                        | Alison Harris                       | 7325                                | 12,1                                | +0,9                                |
| UKIP                                | David Coburn                        | 1829                                | 3,0                                 | +0,5                                |
| Liberal Democrats                   | Galen Milne                         | 1225                                | 2,0                                 | −8,3                                |

### Unterhauswahlen 2017
| Ergebnisse der Unterhauswahlen 2017 | Ergebnisse der Unterhauswahlen 2017 | Ergebnisse der Unterhauswahlen 2017 | Ergebnisse der Unterhauswahlen 2017 | Ergebnisse der Unterhauswahlen 2017 |
| Partei                              | Kandidat                            | Stimmen                             | %                                   | ±                                   |
| ----------------------------------- | ----------------------------------- | ----------------------------------- | ----------------------------------- | ----------------------------------- |
| SNP                                 | John McNally                        | 20.952                              | 38,9                                | −18,8                               |
| Labour                              | Craig Martin                        | 16.029                              | 29,8                                | +4,7                                |
| Conservative                        | Callum Laidlaw                      | 14.088                              | 26,2                                | +14,1                               |
| Liberal Democrats                   | Austin Reid                         | 1120                                | 2,1                                 | +0,1                                |
| Green                               | Debra Pickering                     | 908                                 | 1,7                                 | +1,7                                |
| UKIP                                | Stuart Martin                       | 712                                 | 1,3                                 | −1,7                                |

### Unterhauswahlen 2019
| Ergebnisse der Unterhauswahlen 2019 | Ergebnisse der Unterhauswahlen 2019 | Ergebnisse der Unterhauswahlen 2019 | Ergebnisse der Unterhauswahlen 2019 | Ergebnisse der Unterhauswahlen 2019 |
| Partei                              | Kandidat                            | Stimmen                             | %                                   | ±                                   |
| ----------------------------------- | ----------------------------------- | ----------------------------------- | ----------------------------------- | ----------------------------------- |
| SNP                                 | John McNally                        | 29.351                              | 52,5                                | +13,6                               |
| Conservative                        | Lynn Munro                          | 14.403                              | 25,8                                | −0,4                                |
| Labour                              | Safia Ali                           | 6243                                | 11,2                                | −18,6                               |
| Liberal Democrats                   | Austin Reid                         | 3990                                | 7,1                                 | +5,0                                |
| Green                               | Tom McLaughlin                      | 1885                                | 3,4                                 | +1,7                                |